# Cynthia Weil
Pour les articles homonymes, voir Weil.
Cynthia Weil, née le 18 octobre 1940 à New York (État de New York) et morte le 1er juin 2023 à Beverly Hills (Californie), est une compositrice américaine. Une importante partie de son œuvre est coproduite avec son mari Barry Mann.

## Biographie
Cynthia Weil naît à New York,.
En 1987, Weil et Mann sont introduits au Songwriters Hall of Fame. En 2004, le couple produit They Wrote That?, une pièce basée sur leur œuvre.

## Œuvre

### Cynthia Weil et Barry Mann
- Absolutely Green – Dom DeLuise (écrite pour Le Lutin magique).
- Another Goodbye – Donna Fargo (co-écrite avec Scott English).
- Black Butterfly – Deniece Williams.
- Blame It on the Bossa Nova – Eydie Gormé.
- Bless You - Tony Orlando.
- Brown Eyed Woman – Bill Medley.
- Christmas Vacation – chanson titre du film.
- Coldest Night of the Year – Twice As Much featuring Vashti Bunyan.
- Don't Know Much – Aaron Neville et Linda Ronstadt (écrite avec Tom Snow).
- Don't Make My Baby Blue – The Shadows, The Move.
- Good Time Living – Three Dog Night.
- Heart – Kenny Chandler, Wayne Newton.
- Here You Come Again – Dolly Parton.
- He's Sure the Boy I Love – The Crystals.
- How Can I Tell Her It's Over – Andy Williams.
- Hungry – Paul Revere and the Raiders.
- I Just Can't Help Believing – B. J. Thomas, Elvis Presley.
- I'm a Survivor - Jon English
- I'm Gonna Be Strong – Gene Pitney ; Cyndi Lauper.
- It's Getting Better – Cass Elliot.
- It's Not Easy – Normie Rowe, Will-O-Bees, Colin Blunstone (en tant que Neil MacArthur).
- I Will Come to You – Hanson.
- Just a Little Lovin' (Early in the Morning) – Sarah Vaughan, Dusty Springfield, Carmen McRae, Billy Eckstine, Bobby Vinton, Shelby Lynne.
- Just Once – James Ingram avec Quincy Jones.
- Kicks – Paul Revere and the Raiders.
- Looking Through the Eyes of Love – Gene Pitney, Marlena Shaw, The Fortunes, The Partridge Family.
- Love Her - The Everly Brothers, The Walker Brothers.
- Love Led Us Here – John Berry, Helen Darling.
- Magic Town – The Vogues.
- Make Your Own Kind of Music – Mama Cass Elliot.
- Never Gonna Let You Go – Sergio Mendes.
- New World Coming - Mama Cass.
- None of Us Are Free (Mann, Weil, Brenda Russell) – Ray Charles, Lynyrd Skynyrd, Solomon Burke.
- On Broadway – The Drifters George Benson (écrite avec Jerry Leiber et Mike Stoller).
- Oliver et Compagnie – (écrite avec Howard Ashman pour Oliver et Compagnie).
- Only in America – Jay and the Americans.
- Proud – Johnny Crawford.
- Rock and Roll Lullaby – B. J. Thomas.
- Saturday Night at the Movies – The Drifters.
- Shades of Gray et Pisces, Aquarius, Capricorn and Jones Ltd. – The Monkees.
- Shape of Things to Come – Max Frost and the Troopers.
- She's Over Me – Teddy Pendergrass.
- Something Better – Marianne Faithfull (écrite avec Gerry Goffin)
- Somewhere Out There – Linda Ronstadt et James Ingram (écrite avec James Horner pour le film d'animation Fievel et le Nouveau Monde)
- Sweet Sorrow – Conway Twitty.
- Teenage Has-Been - Barry Mann, (écrite avec Gerry Goffin)
- Too Many Mondays – Barry Mann, Wicked Lester (unreleased).
- Uptown – The Crystals.
- Walking in the Rain – The Ronettes, The Walker Brothers, Jay and the Americans (écrite avec Phil Spector).
- We Gotta Get out of This Place – The Animals.
- We're Over – Johnny Rodriguez.
- Whatever You Imagine - Wendy Moten (écrite avec James Horner pour Richard au pays des livres magiques)
- Where have you been (all my life) - Arthur Alexander, également interprétée par Gene Vincent, The Beatles et Gerry and the Pacemakers
- Who Put the Bomp (in the Bomp, Bomp, Bomp) - Barry Mann (écrite avec Gerry Goffin)
- A World of Our Own – Closing theme song from Retour au lagon bleu – Surface.
- (You're My) Soul and Inspiration – The Righteous Brothers.
- You've Lost That Lovin' Feelin' – The Righteous Brothers (écrite avec Phil Spector).